# Liz Mohn
Elisabeth Mohn (amb el cognom de naixement Beckmann; nascuda el 21 de juny de 1941) és una empresària i filantropa multimilionària alemanya. Va estar casada amb Reinhard Mohn fins a la seva mort el 2009.
Liz Mohn representa la cinquena generació de la família que va fundar el grup de mitjans Bertelsmann. Fins al 2021, va ser presidenta del comitè de direcció de la Bertelsmann Verwaltungsgesellschaft i a partir de llavors va seguir sent membre del comitè. També és membre dels òrgans de govern de Bertelsmann. A més, fins al juny de 2021 Liz Mohn va ser vicepresidenta del consell executiu i del patronat de l'entitat sense ànim de lucre Bertelsmann Stiftung i des de llavors és membre honorífica del patronat.
El Centre Liz Mohn va agrupar els seus projectes per promoure l'entesa internacional, sobre temes empresarials amb un enfocament en temes de gestió moderna, juntament amb els de l'àmbit cultural. Mohn ha estat reconeguda amb nombrosos premis pel seu ampli compromís cívic, entre ells la Gran Creu de l'Orde del Mèrit de la República Federal d'Alemanya.
El 2010 va rebre la Medalla d'Or de la Comunitat Autònoma de les Illes Balears.